# Shohei Yokoyama
Shohei Yokoyama (横山 翔平 Yokoyama Shohei?), född 9 augusti 1993 i Gunma prefektur, är en japansk fotbollsspelare som spelar som mittfältare för Taichung Futuro i Taiwan.
Yokoyama började sin karriär 2012 i Thespa Kusatsu (Thespakusatsu Gunma). Han spelade 68 ligamatcher för klubben. År 2016 flyttade han till FC Machida Zelvia. Senare flyttade han till Kroatien där han spelade för NK Međimurec DP i ett och ett halvt år. År 2018 flyttade han till Österrike för att spela för DSC Wonisch, men återvände sedan till Kroatien.